# Tacna, Arica y Tarapacá hasta 1929
La región de Tacna, Arica y Tarapacá (hasta 1929), originalmente llamada Colesuyo o bien en época del Imperio español como corregimiento peruano de Arica e independiente como departamento Litoral, fue un territorio ubicado entre la cordillera de los Andes y el océano Pacífico peruano-chileno.
En épocas preincaicas, el territorio recibió el nombre de Colesuyo y posteriormente con la dominación Inca, pasó a formar parte del Collasuyo.El imperio fundó o reorganizó poblados en la parte norte del desierto de Atacama, los cuales fueron antecedentes de las posteriores poblaciones españolas: Tácana (Tacna), Ari-Iqui (Arica), Iqui-Iqui (Iquique) y Tarapaká (Tarapacá).
En efecto, tras la conquista fueron llamados: San Pedro de Tacna, San Marcos de Arica y San Lorenzo de Tarapacá los cuales integraron el corregimiento de Arica. Desde el 7 de julio de 1772 hasta 1 de agosto de 1776 se escindió el corregimiento de Tarapacá siendo su primer gobernante Alberto de Zela y Neyra quien fuera nombrado por Demetrio Egan, el entonces corregidor de Arica. En este último año, ambos otra vez unidos con el nombre de corregimiento de Arica se incorporarían por una década al neoformado Virreinato del Río de la Plata.  
En 1784 durante el gobierno del virrey Teodoro de Croix fue establecido el sistema de intendencias en el Virreinato del Perú, por lo que la Intendencia de Arequipa tomó como base al obispado homónimo, en cuyo territorio estaban los corregimientos siguientes: Arequipa, Moquegua, Camaná, Collaguas o Caylloma y Condesuyos de Arequipa, los cuales pasarían a ser partidos de aquella intendencia que incrementaría su territorio desde 1786, al unírsele los territorios de Arica, Tacna y Tarapacá.
Con la independencia hispanoamericana la región se convirtió en el Departamento Litoral con las provincias de Tacna y Tarapacá, con capital en Tacna.
Durante la República, en 1857, se creó el departamento de Moquegua con las provincias de Tacna, Arica, Moquegua y Tarapacá. En 1875 se formó el departamento de Tacna con las provincias de Arica, Tacna y Tarata. La provincia Litoral de Tarapacá se convirtió en departamento de Tarapacá en 1878.

## Geografía y demografía
La región se ubica en América del Sur, en la cabecera del desierto de Atacama y esta limitada por los Andes. Es una zona desértica que es cruzada por ríos que nacen en los Andes. 
Debido a que se encuentra frente a la placa de Nazca, en la zona constantemente ocurren sismos, terremotos y maremotos que han cambiado la configuración de las ciudades durante varios siglos.
Los idiomas predominantes han sido el idioma aimara desde épocas precolombinas y el idioma español a partir de la conquista. Han desaparecido en la región lenguas como el uro y el puquina.
La corriente de Humboldt provee a la zona un clima particular con neblinas y también una gran variedad ictiológica.

## Prehistoria: época del inicio de la civilización: 10 000 AC

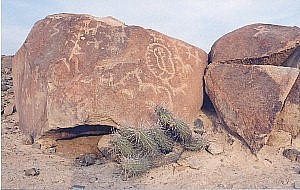
Petroglifos de Miculla.

Los naturales de la región desde los inicios de la civilización realizaron pinturas rupestres, canastería, pesca, momificaciones, alfarería y comercio por trueque de alimentos con la zona andina.
Hace 10 000 AC años en la Cueva de Toquepala se iniciaron las pinturas rupestres, arte que se ha encontrado también en Arica. El primer taller lítico de la zona sería Caru a 3 km de Tarata de 8.000AC. También son conocidos de esta época los petroglifos de Miculla y del Valle de Azapa; así como las momificaciones de la cultura Chinchorro

## Historia

### La expansión Tiahuanaco-Colesuyo:sigloXI

Región del Colesuyo

La expansión Tiahuanaco del 800DC se desplazó por todo el Colesuyo y encontró en la costa poblados tal vez milenarios como los camanchacos, puquinas, atacameños y uros.
La zona desértica entre Tacna y Tarapacá estaba habitada por la tribu de pescadores Camanchacos (neblina en Quechua), que usaban la sal para hacer charqui de pescado y las pieles de lobo para sus balsas; pero que no conocían la agricultura. 
En la costa formaron un caserío al que los Tiahuanaco llamaron Ariacca o Ariaka o Ariqui. Este nombre de origen aimara significa, según Rómulo Cúneo Vidal, Ari (peñón) Iqui (lugar de dormir) - Peñón dormidero (de aves); según Manuel A. Quiroga, Ari (filo) Aka (punta) - Punta cortante; y según Carlos Auza Arce, Ari (cerro) Acca (vecino) - Lugar junto al morro
Empezaron a cultivar en las laderas del río Kapallina en un lugar llamado Táccana o Tákana que puede significar;
según Manuel A. Quiroga, Ta (arranque) ka (divide) na (asiento) - Asiento o lugar de división o repartición, según Rómulo Cúneo Vidal: Taccana - Lugar cultivado en eras de suave gradería.
El nombre Tarapaká también tiene origen aimara: Tara (agrupación), paka (Gavilán) - Grupo de gavilanes; así como el nombre de Ique-Ique que en aimara significa lugar de descanso.
Los aimara llamaron Camanchacos a los pobladores de la región por la neblina que encontraron a su paso. Los conquistadores españoles los llamaron Camanchangos o simplemente Changos. Los Tiahuanaco no poblaron directamente la región, porque sus animales y sus alimentos alto andinos perecían en la costa, pero tenían a los caciques de la zona como sus súbditos; a la frontera entre los señores de Tiahuanaco y los costeños se le conoce como línea de la coca porque después de ella no se podría cultivar.
Serían los Cole quienes cultivarían la tierra a diferencia de los Camanchacos, los pescadores. Los coles brindaron nombre a esta región que se llamó el Colesuyo; que con el inicio de la colonia española se convirtió en el Corregimiento del Colesuyo.

### Dominación del Imperio Inca:sigloXV
Fue el inca Pachacútec que inicia la expansión del imperio Inca y quien conquista la meseta del Collao hacia la segunda mitad del siglo XV, donde el gran señor de Chucuito le rindió tributo al emperador del Tahuantinsuyo.
Sería el Inca Yahuar Huaca quien recorrería las costas de esta región y tomarían posesión y luego Túpac Inca Yupanqui ampliaría su recorrido hasta el Río Maule, dejando gobernadores y mitimaes.
El último Inca en recorrer el Collasuyo sería Huayna Capac que enterado de una insurrección en Quito volvió hacia el Cuzco.
Desde antes de esta alianza, el Señor de Chucuito controlaba las zonas altas en el Collao y las zonas bajas en la costa como Moquegua, Ilabaya, Sama, Tacna, Lluta, Arica y Camarones.
A finales del siglo XVI el Señor de Chucuito fue Juan Catari Apasa y bajo sus dominios se encontraban los valles Lupacas desde Ilo hasta Camarones, gobernando todo Chucuito desde un lugar llamado Pachía. 
Los curacas de la región costera del Reyno de Chucuito al inicio de la conquista española fueron:
- Pedro Istaca en Tacna
- Pedro Lanchipa en Codpa
- Alonso Caqui en Ilabaya
- Juan Ayavire en Arica, Lluta y Azapa
- Francisco Ninaja en Tarata, Putina y Sama
- Lingualan y Caucoto en Pica
- Felipe Lucaya en Tarapacá
- García Choquechambi en Chiapa
- Pedro Callahuasi en Iquique y Camarones

### Conquista española:sigloXVI
Hacia 1533, el primer español que recorrió la costa sur del Tahuantinsuyo fue el andaluz Pedro Calvo de Barrientos. Habría cometido algún delito para sus camaradas, por lo que buscó refugio con el cautivo Inca Atahualpa, quien le entregó una borla a manera de pasaporte para que los habitantes de la costa lo reconocieran como su protegido. Fue recibido por el curaca Istaca en Tácana donde se abasteció de alimentos y luego de peces salados en Ariaca para continuar su ruta hacia Tarapacá y Atacama, donde encontrando un conflicto local entre los curacas Tongolongo y Michimalonco, ayudó a este último a vencer a su enemigo con sus artes hispánicas; estableciéndose en este poblado, cuya fama recorrió la región sur del Tahuantinsuyo.
Los primeros enfrentamientos entre los naturales y los conquistadores ocurrieron en el mar en 1536. Primero los tácanas sitiaron el navío "Santiaguillo" en sus costas en el mes de mayo y en octubre los ariaqueños hicieron lo mismo con el navío "San Pedro" frente a su poblado. Los conquistadores tuvieron que huir en sus naves en ambos enfrentamientos.
El primer conquistador por estas tierras fue Diego de Almagro que retornó derrotado de su recorrido por Chile. Acompañaban a Diego de Almagro de regreso al Cuzco dos evangelizadores llamados Fray Antonio Rendón Sarmiento y Fray Francisco Ruiz Castellano quienes en su recorrido fueron bautizando los poblados con la primera misa otorgándoles el nombre del santoral de la fecha, así: Pica fue el día de San Andrés, a Tarapacá el día de San Lorenzo, Arica el día de San Marcos, San Miguel de Azapa el día de San Miguel, Tacna el día de San Pedro, Tarata el día de San Benito.
El segundo conquistador fue Pedro de Valdivia quien organizó campamentos en Arequipa, Tacna y Tarapacá antes de iniciar su recorrido hacia el sur del continente.
Fue Pedro Pizarro quien sofocó la rebelión de Manco II en 1536 en las regiones de Chucuito, Moquegua, Tacna y Taparacá. Luego, se le entregarían al mismo Pedro Pizarro las encomiendas de Tacna y Arica mientras que la encomienda de Tarapacá a Lucas Martínez Vegazo.

### Corregimiento del Virreinato del Perú:sigloXVI-XVIII

Virreinato del Perú en su máxima extensión, hacia 1650.

Corregimiento de Arica hacia 1777

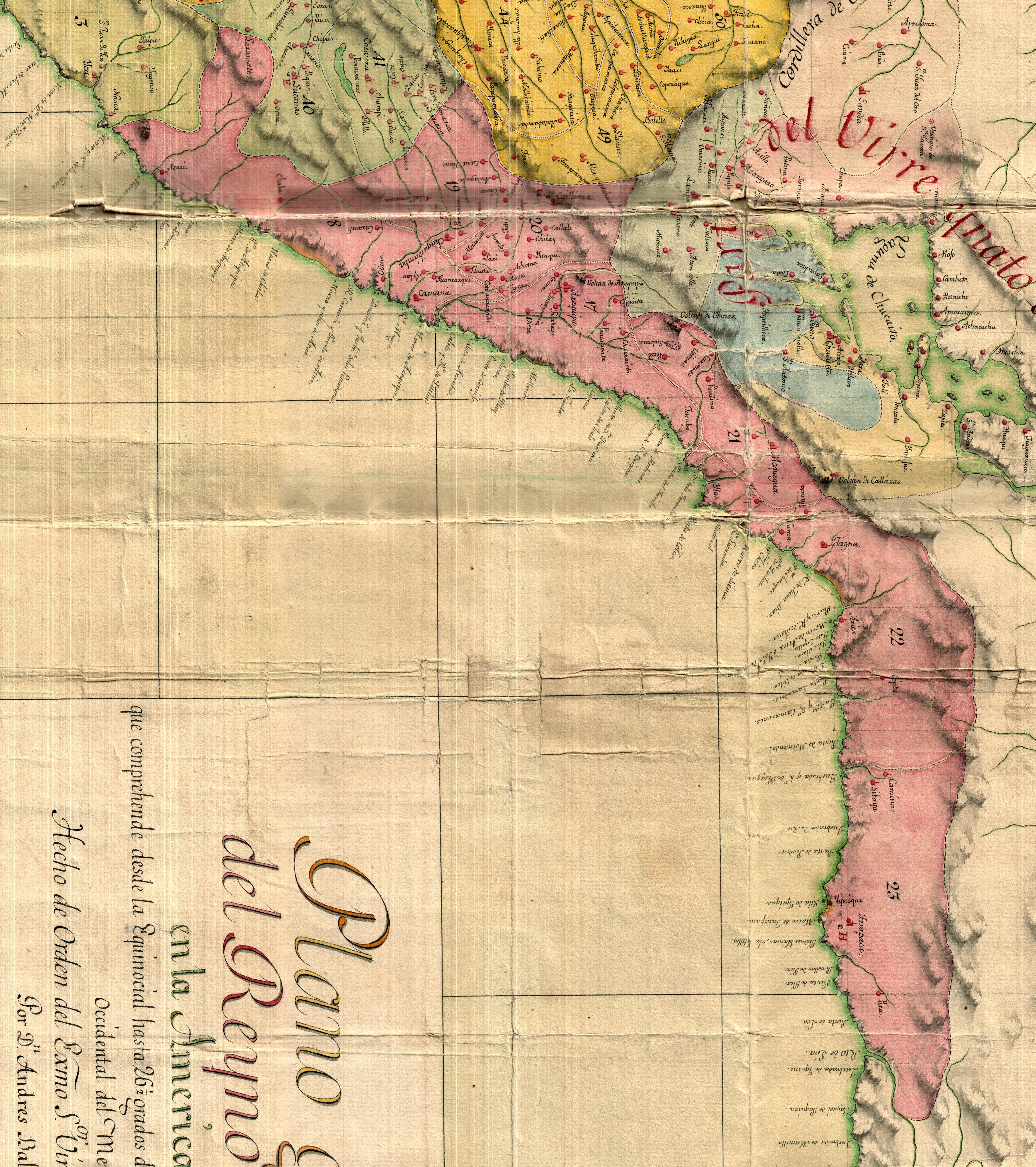
Intendencia de Arequipa, 1796.

El 25 de abril de 1541 fue fundada la ciudad de Arica por Lucas Martínez Vegazo (vecino de Arequipa) que comprendía los cacigazgos Lluta y Azapa (aunque el historiador ariqueño Manuel Fernández Canque ha demostrado que el acta fundacional de Arica se trata solo de un plagio del Acta de Fundación de la Ciudad de Arequipa, por lo que sería falso que Arica se haya fundado el 25 de abril de 1541). El Rey Felipe II de España le brindó el título de Ciudad en 1575.
El 20 de noviembre de 1542, el rey Carlos I de España por Real Cédula firmó en Barcelona las llamadas Leyes Nuevas, un conjunto legislativo para las nuevas colonias americanas entre las cuales dispuso la creación del Virreinato del Perú en reemplazo las antiguas gobernaciones de Nueva Castilla y Nueva León al tiempo que la sede de la Real Audiencia de Panamá fuera trasladada a la Ciudad de los Reyes (Lima). El flamante virreinato comprendió extenso territorio entre Panamá y Chile, de norte a sur, a excepción de la actual Venezuela y, hacia el este, hasta la Argentina, con la excepción del Brasil, que pertenecía al dominio portugués.
En 1545 se descubre las minas de plata en el cerro de Potosí, pero su extracción era insignificante por método de hornos usado para liberar el mineral. Sería hasta 1574 que gracias a nuevas técnicas que utilizaban mercurio (proveniente de Huancavelica) brindaría desarrollo a la ciudad como ruta de suministros y de minerales extraídos del yacimiento de plata del cerro de Potosí. De allí que el cerro en forma cónica en el escudo de la ciudad de Arica representa al cerro de Potosí del Alto Perú.
En 1600 las encomiendas de Lluta, Arica, Azapa, Tarapacá eran entregadas a Pedro Cordova Mesia, a quién después se le entregarían los valles de Tácana y Sama.
Desde 1607 se empieza a nombrar en los documentos coloniales al pueblo de Tácana como Tacna. Era conocido como pueblo de indios Tacna por su mayoría nativa, a diferencia de Arica y Moquegua que casi no tenía población amerindia sino que en su totalidad era española, con pobladores africanos y otros europeos.
En 1612 el Papa Paulo V autoriza la creación del Obispado de Arequipa dentro del cual se encontraban siete corregimientos entre ellos el corregimiento de San Marcos Arica integrado por las curias de Tacna, Tarata, Sama, Ilabaya, Locumba, Putina y Tarapacá.
Desde el siglo XVI en Moquegua se inicia la producción vitivinícola, misma que se expande a Locumba e Ilabaya a cargo de una comunidad puquina. También se produce en Tacna y Chaca. En 1612 se registra que en Tacna no se había pagado el alcabala por la venta de botijas de vino.
El Mercurio Peruano describe en 1792 que Arica está dividido en tres vicarias a saber: Arica (curatos: Codpa y Belén), Tacna (curatos: Tarata, Sama, Ilabaya, Ilo y Candarave) y Tarapacá (curatos: Pica, Sibaya y Camiña).

#### Los corregidores
Los corregidores eran nombrados por el Virrey a la propuesta del cabildo de Arequipa.
El corregimiento de Arica fue gobernado por cerca de 90 corregidores entre los que citamos: en el siglo XVI: Francisco Rodríguez Almeyda (1565), Diego García de Alafaro, Juan Ramírez Zegarra, Pedro de Valencia, Castillo de Vargas, Hernando de Hoces, Alonso de Moxo y Agnexa (1578), Pedro de Valencia, Francisco Arias Herrera, Rui Díaz de Valdivia, Francisco de Sarmiento, Alonso García Ramón, Pedro de Valencia (1598), Rodrigo de Campusano y Sotomayor (1599)
General Juan de Salas y Valdés (1621)

#### Desastres naturales
Un grabado de la crónica de Guaman Poma de Ayala muestra la ciudad de Arica bajo una ceniza volcánica producto de la erupción del Huaynaputina en Moquegua el 14 de febrero de 1599, catástrofe que afectó a todo el sur del Virreinato del Perú.

#### Los piratas
El 6 de febrero de 1580, Francis Drake bombardea el puerto de Arica apoderándose del cargamento de dos barcos cargados con vino, plata y arcabuces y otro galeon del capitán don Felipe Corso
En 1612 Abraham Ontello publica en Holanda cien mapas de la Tierra, mostrándose a Arica en uno de ellos, como el pueblo más meridional conocido, lo que hizo conocido al puerto entre piratas y corsarios.
El 10 de julio de 1615, Joris van Spilbergen ataca la ciudad de Arica por tres días.
El 9 de febrero de 1681, el pirata Watling desembarca fuera del puerto con 92 hombres, siendo derrotados en las calles de Arica por la milicia comandada por don Gaspar de Oviedo.
El 26 de octubre de 1681, el pirata Sharp, desembarcando en Arica para atacarla, pero desiste al encontrar la guarnición española en armas.

### Breve período como parte del nuevo Virreinato del Río de la Plata
El 1 de agosto de 1776 el nuevamente unificado corregimiento de Arica formado por los pueblos de Ilo, Tacna, Arica, Iquique, Pica, Ilabaya, Tarata, Codpa y Tarapacá fue integrado al nuevo Virreinato del Río de la Plata
Ese neovirreinato sería creado provisionalmente como consecuencia de las reformas borbónicas, y en forma definitiva, el 27 de octubre de 1777, por orden del rey Carlos III de España —a propuesta de su ministro José de Gálvez y Gallardo del Consejo de Indias— y que tendría por capital a la ciudad de Buenos Aires.
Este corregimiento de Arica que incluía al brevemente escindido de Tarapacá, sería segregado en 1786 e integrado nuevamente al Virreinato del Perú.[cita requerida]

### Independencia hispanoamericana:

Bandera de Tacna enarbolada por el almirante Guillermo Miller en 1821.

### Independencia hispanoamericana:sigloXIX

#### Rebeliones
En noviembre de 1780, la rebelión de Túpac Amaru II se extiende por todo el sur del Perú incluyendo Tacna y Arica bajo el mando de los jefes Alí y Buitrón quienes ocupan Pachía, Tacna, Codpa y Arica.
El 20 de junio de 1811 Francisco Antonio de Zela, toma los cuarteles realistas de Tacna como Comandante Militar de la Unión Americana, nombrando al curaca Toribio Ara, jefe de la división de caballería. Es secundado por Pedro Gil de Herrera, José Rosa Ara, Miguel Copaja y el cacique de Tarata Ramón Copaja. La rebelión es desmantelada luego de conocerse la derrota de los patriotas argentinos en la batalla de Guaqui, siendo tomado preso Zela y desterrado a Panamá.
En 1813 el tacneño Juan Pallardelli fue emisario de Belgrano coordinando el alzamiento de Enrique Pallardelli en Tacna y la captura de San Lorenzo de Tarapacá por Julián Peñaranda. Sería en la batalla de Camiara donde el realista José Gabriel de Santiago derrotaría a los independentistas que huyeron al Alto Perú.

#### Independencia del Perú
En 1821 desembarca en Arica parte del ejército patriota al mando de Guillermo Miller, organizando una fuerza militar compuesta por patriotas de Moquegua, Tacna y Arica. El 14 de mayo de 1821 ingresa a Tacna donde dos regimientos realistas se les unen denominándose la fuerza "Los independientes de Tacna".
El 17 de junio de 1823 desembarcan en Arica las fuerzas realistas al mando de los generales Agustín Gamarra y Andrés de Santa Cruz.
El 28 de julio de 1821 José de San Martín declara la independencia del Perú.
Luego de proclamada la independencia, se establece el gobierno del Perú, siendo el ariqueño Hipólito Unanue el ministro de hacienda del primer gobierno peruano.

### Época de la República Peruana

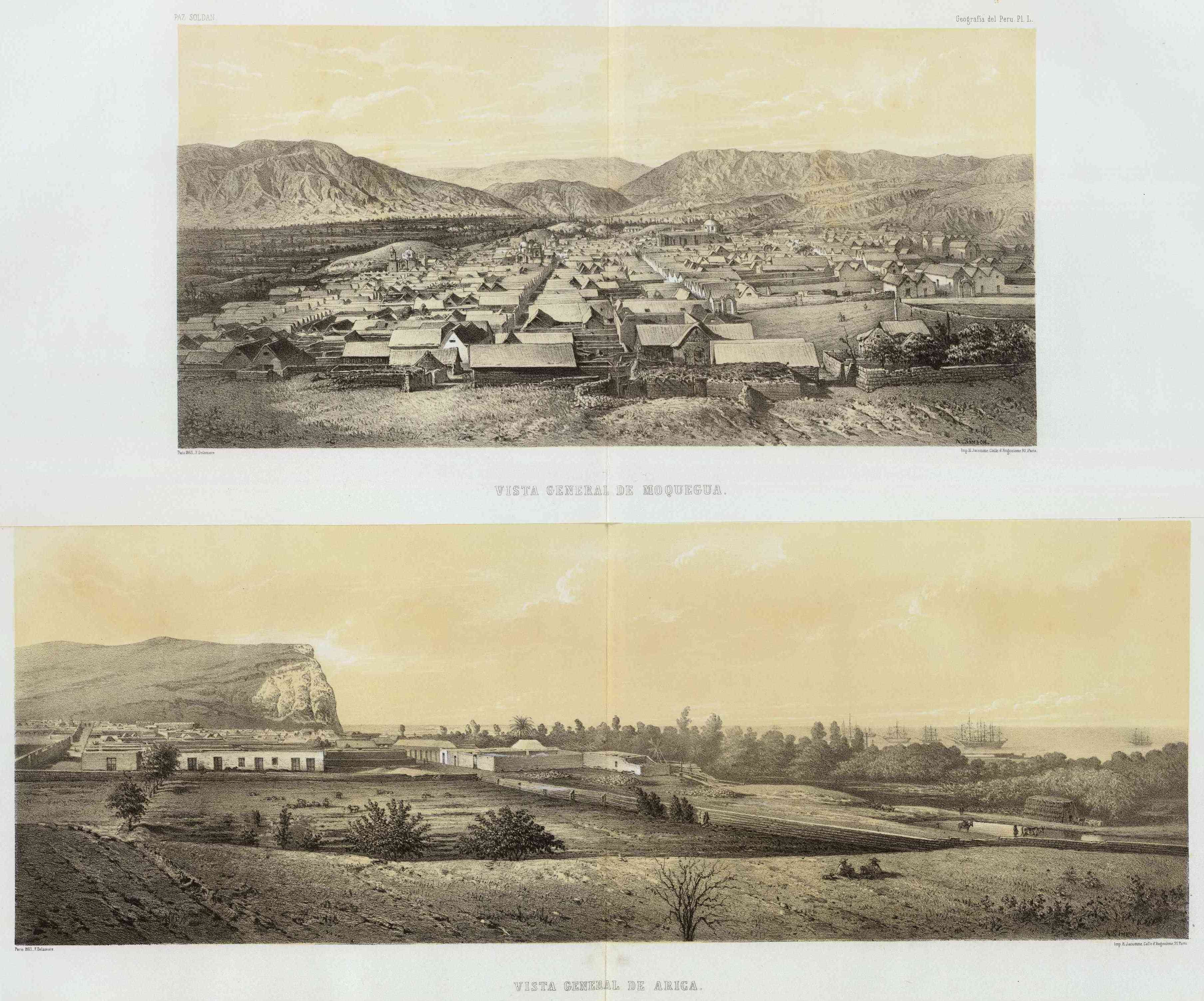
Ciudades de Arica y Moquegua en 1863

La Constitución de 1823 designa a Arica como provincia del departamento de Arequipa. Bajo la provincia de Arica se encontraban Tacna y Tarapacá.
El ariqueño Hipólito Unanue y el tacneño Francisco de Paula Gonzales Vigil fueron elegidos como parlamentarios de la provincia de Arica en las elecciones de 1826.

#### La Confederación Perú-Boliviana
En 1837 durante la Confederación Perú-Boliviana, se separa las provincia de Arica del departamento de Arequipa, formando el Departamento Litoral, integrado por Tacna y Tarapacá, la ciudad de Tacna fue designada como la capital de Arica, y sede del congreso de la Confederación.
Agustín Gamarra con apoyo del ejército de Chile logra vencer al ejército de la Confederación Perú-Boliviana. Gamarra es proclamado presidente del Perú.

#### La ocupación boliviana
En el segundo gobierno de Agustín Gamarra ocurre la Guerra entre Perú y Bolivia. Gamarra buscaba anexar el antiguo Alto Perú al Perú, pero es derrotado en la batalla de Ingavi en 1841 por el General José Ballivián Segurola.
Las tropas del General Ballivián ocupan Puno, Moquegua, Tacna y Tarapacá y la zona sur del Perú queda al mando del coronel boliviano Rodríguez Magariños. En Sama el coronel tacneño José María Lavaysen organiza una tropa que logra derrotarlo. En Locumba el coronel Manuel Mendiburú también organiza fuerzas entre quienes se encontraba Justo Arias y Aragüez en 1842.
Ballivián no tuvo éxito al intentar anexar Arica, Tacna y Tarapacá a Bolivia puesto que sufre derrotas en la Batalla de Tarapacá (1842), batalla de Sama, en el combate de Motoni y en el combate de Orurillo. Al final de la contienda se firma el Tratado de Puno que es el fin de esta disputa en 1842.

#### Sucesos naturales

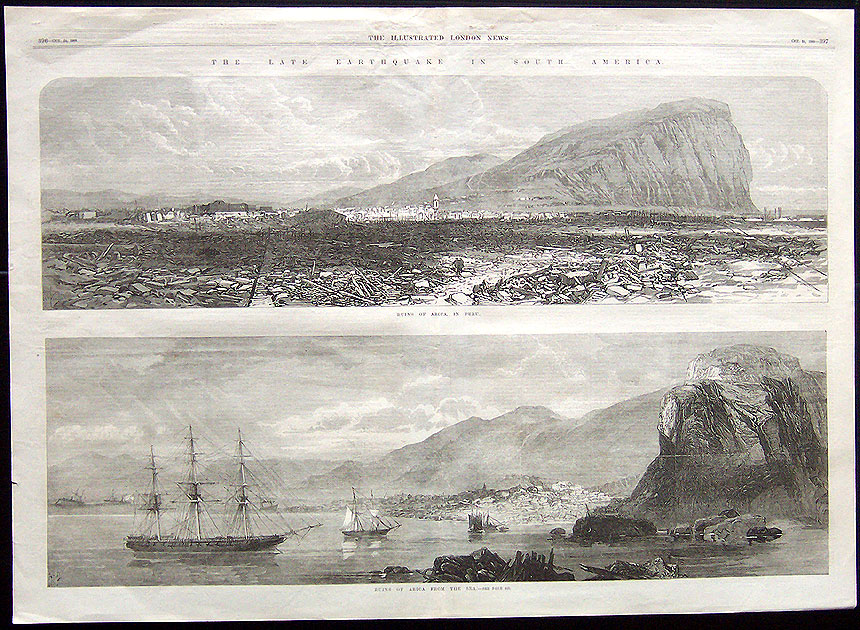
Terremoto de Arica, Perú, 1868

El día 13 de agosto de 1868, cerca de las 16:00 hora local, ocurrió un evento telúrico que tuvo una magnitud de 8,5° en la escala sismológica de Richter que asoló gran parte del sur de Perú. Seguido al movimiento principal, un tsunami arrasó las costas peruanas entre Pisco e Iquique. El Terremoto de Arica de 1868 tuvo una magnitud de 8,5 grados en la escala sismológica de Richter y su epicentro se ubicó cerca a las costas de Tacna.
La cifra de muertos estimada alcanzaría las 30 personas en Chala, 10 en Arequipa, 150 en Moquegua, 3 en Tacna, 300 en Arica y 200 en Iquique.
El 9 de mayo de 1877, a las 20:15 otro terremoto y maremoto destruye nuevamente Arica, donde la mayoría de edificios colapsaron pero solo hubo 5 muertos.

#### Edificaciones

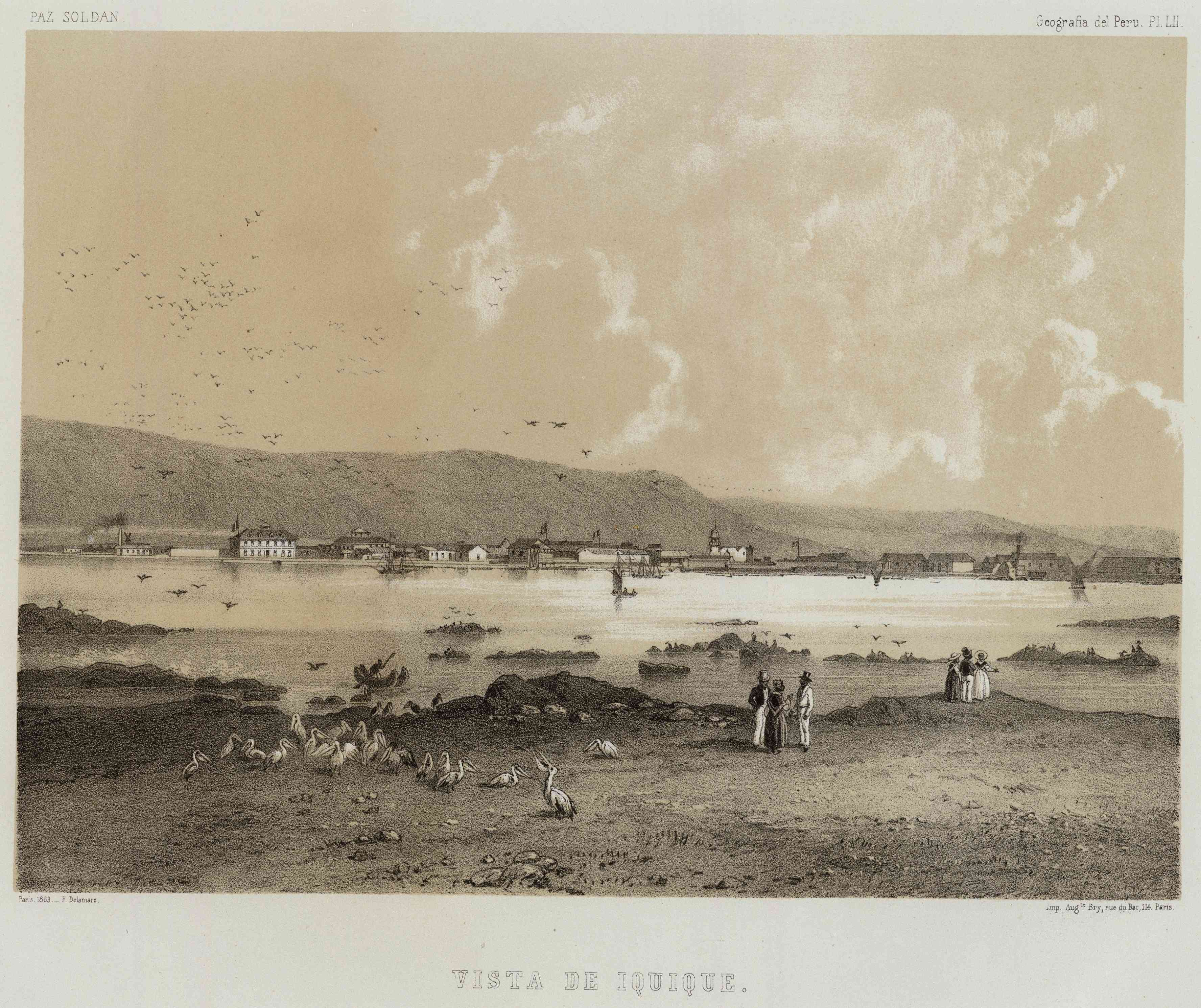
Puerto de Iquique en 1863

El 10 de julio de 1867 el congreso peruano dispone la irrigación de las pampas al sur de Tarapacá con las aguas del río Loa así como aumentar el caudal del río Tarapacá sobre la base de las lagunas adyacentes.
El terremoto del 13 de agosto de 1868 destruye el muelle y la aduana de Iquique por lo que el 16 de junio de 1869 el gobierno de José Balta inicia su reconstrucción. El gobierno peruano encarga al ministro de hacienda Nicolás de Pierola a realizar un plan de reconstrucción que consideraba el edificio de aduanas, de correos y telégrafos, de la subprefectura, la cárcel, el cuartel de policía, el mercado, una iglesia, un colegio, el muelle y la estación del Ferrocarril Tacna-Arica. Así en 1871 la "Gustavo Eiffel et Compagnie" fue la encargada de realizar la reconstrucción.
El edificio de la Aduana se termina en 1874 y la nueva "Iglesia de San Marcos" de hierro colado se inaugura el 2 de julio de 1876. Tacna y Arica estaban unidas por una línea de telégrafos de 62.160 metros. El hospital "San Juan de Dios" de Arica aún estaba a medio construir.
Sobre los pilares de la aduana destruida en el terremoto de 1868 se construye el mercado de Arica. El mercado de Tacna llamado "La Recova" se empieza a construir en 1870 durante el gobierno de José Balta y fue inaugurada en 1875 durante el gobierno de Manuel Pardo. El 15 de octubre de 1954 se incendió.

#### Entidades gubernamentales
El 22 de mayo de 1862, Ramón Castilla dispone que la caleta de Pisagua se convierta en puerto menor con el fin de abaratar los costos de productos extranjeros, contando con una aduana especial. El personal provendrá de las aduanas de los supernumerarios de las aduanas de Iquique y Arica.

#### Actividades comerciales

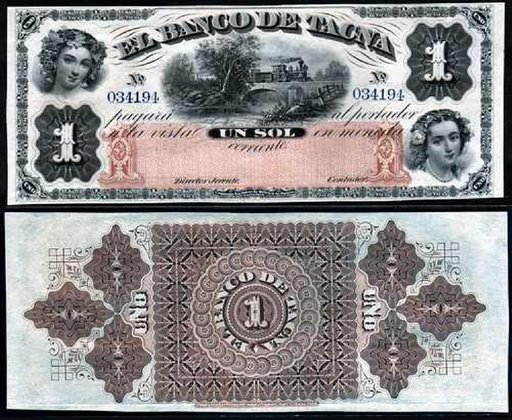
Billete de 1 Sol del Banco de Tacna, de 1872

Hacia 1850, la actividad del puerto de Arica decae, el comercio boliviano prefería usar su propio puerto en Cobija en la provincia de Antofagasta. En 1875 la ciudad de Arica contaba con 3.492 habitantes en 25 manzanas.
El Banco de Tacna fue fundado en marzo de 1872, teniendo como Directores a Juan D. Campbell y a Ventura Farfán, siendo el gerente M.P. Correa y después, por muchos años, Carlos Basadre. Inicia operaciones con un capital de 500 mil soles, dividido en acciones de 10 mil soles cada una y tiempo después fue elevado a un millón, etnrando en funciones antes de junio. Sus billetes circularon en Bolivia inclusive. La tasa de descuento que puso inicialmente fue de 9%, elevándola después al 12%. Ayudó mucho al desarrollo urbano de Tacna a través de los emprésitos que hacía a su municipalidad. 
El Banco de Tacna cerró en 1880 por la Guerra del Pacífico, pero abrió nuevamente en 1884 bajo legislación chilena y circularon nuevamente sus billetes, pero esta vez sellados como bolivianos. El banco inició su liquidación el 7 de abril de 1921 conforme a las leyes de Chile, siendo asumido por la Superintendencia de Bancos del Perú el 17 de octubre de 1931.

#### Organización territorial

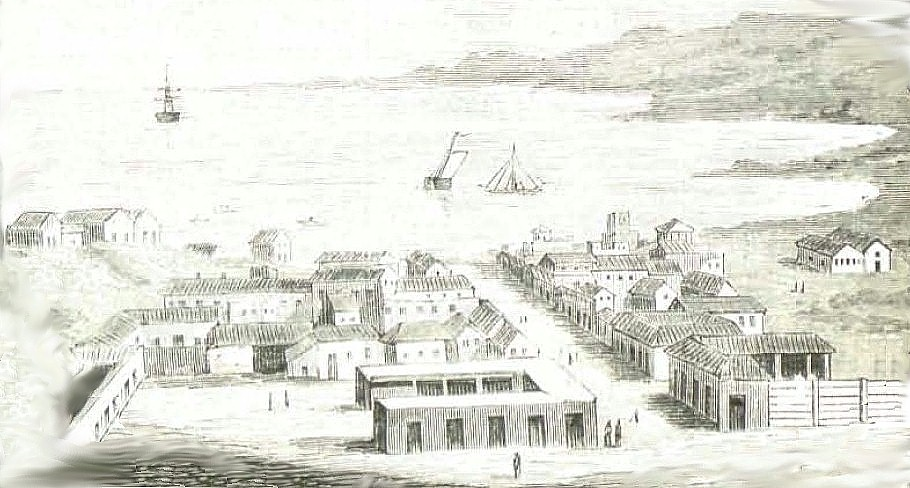
Pabellón de Pica (Perú) 1876

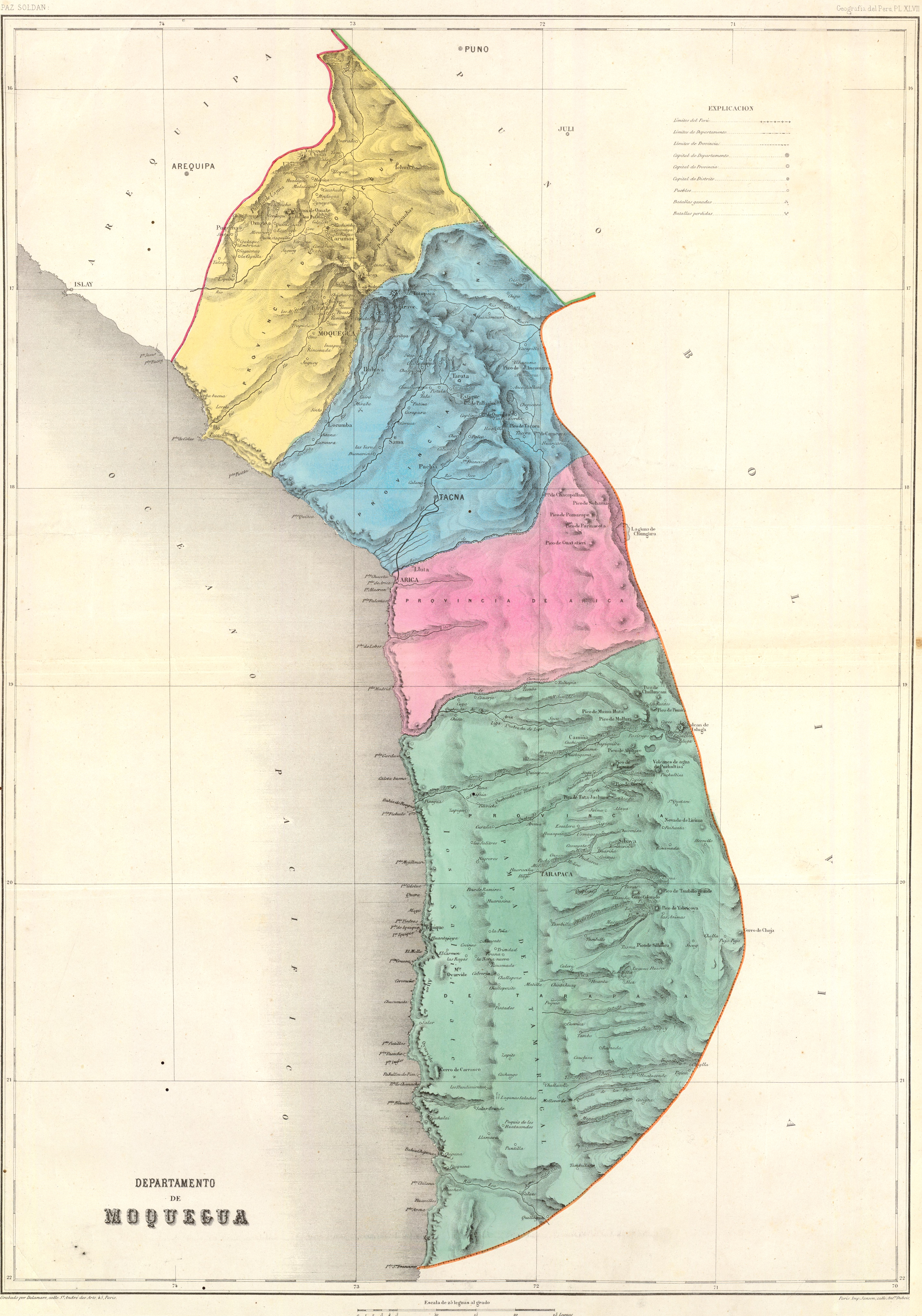
Departamento de Moquegua hacia 1865

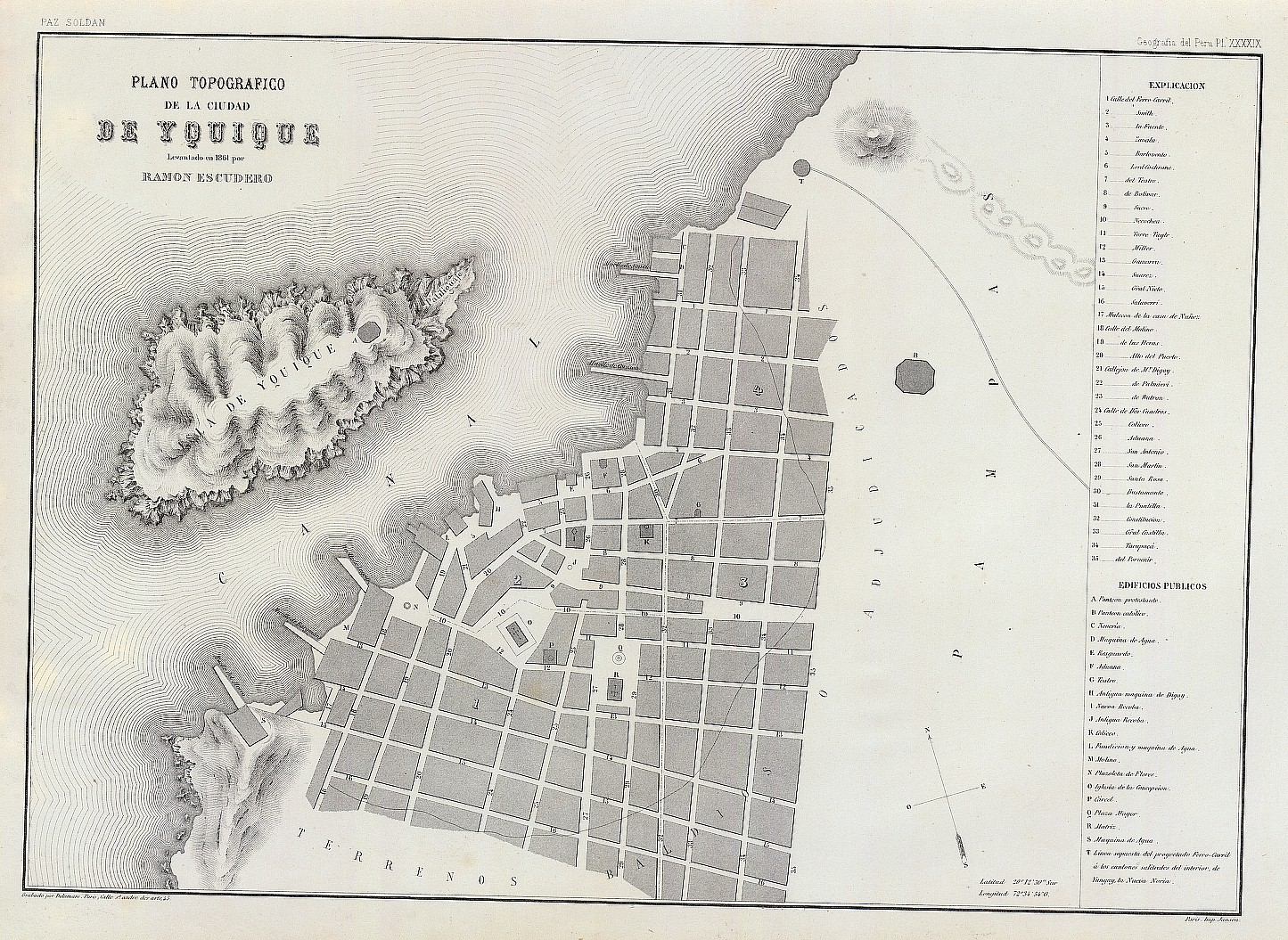
Plano del puerto de Iquique en 1861

El 25 de abril de 1836 como parte de Estado Sud Peruano, se crea el departamento de La Ley compuesta por las provincias de Tacna y Tarapacá.
En 1837 se crea el Departamento Litoral, separando las provincias de Tacna y Tarapacá del Departamento de Arequipa. La capital fue la ciudad de Tacna.
En 1855, el tarapaqueño Ramón Castilla, presidente del Perú en ese año, divide dentro del Departamento Litoral la provincia de Tacna en dos provincias: Tacna y Arica.
En 1857 el Departamento de Moquegua estaba integrado por las provincias de Moquegua, Arica, Tacna y Tarapacá. La capital fue la ciudad de Tacna.
En 1868 se crea la Provincia Litoral de Tarapacá separada del Departamento de Moquegua.
En 1874, dentro de la Provincia de Tacna, se divide en dos provincias: Tacna y Tarata.
El 16 de junio de 1875 se crea el Departamento de Tacna y la división territorial del sur del Perú era la siguiente:
- El Departamento de Tacna
  - La Provincia de Tacna con su capital la ciudad de Tacna
    - Los distritos eran Tacna, Pachia, Calana, Sama, Locumba e Ilabaya.

  - La Provincia de Arica con su capital la ciudad de Arica
    - Los distritos eran Arica, Belén, Codpa, Livilcar, Lluta, Socoroma.

  - La Provincia de Tarata con su capital la ciudad de Tarata
    - Los distritos eran Tarata, Estique, Tarucachi, Ticaco, Candarave.
- La Provincia Litoral de Tarapacá con su capital la ciudad de Iquique.
- La Provincia Litoral de Moquegua con su capital la ciudad de Moquegua.

El 17 de agosto de 1878 se crea el Departamento de Tarapacá, siendo Modesto Molina prefecto de Tarapacá y posteriormente Tesorero Fiscal de Iquique.
- El Departamento de Tarapacá
  - La provincia de Iquique con su capital la ciudad de Iquique.
    - Los distritos eran Pisagua, Iquique, Patillos, Pica.

  - La provincia de Tarapacá con su capital la ciudad de Tarapacá.
    - Los distritos eran Tarapacá, Mamiña, Chiapa, Sibaya y Camiña.

### Época de la conquista chilena

#### Guerra del Pacífico

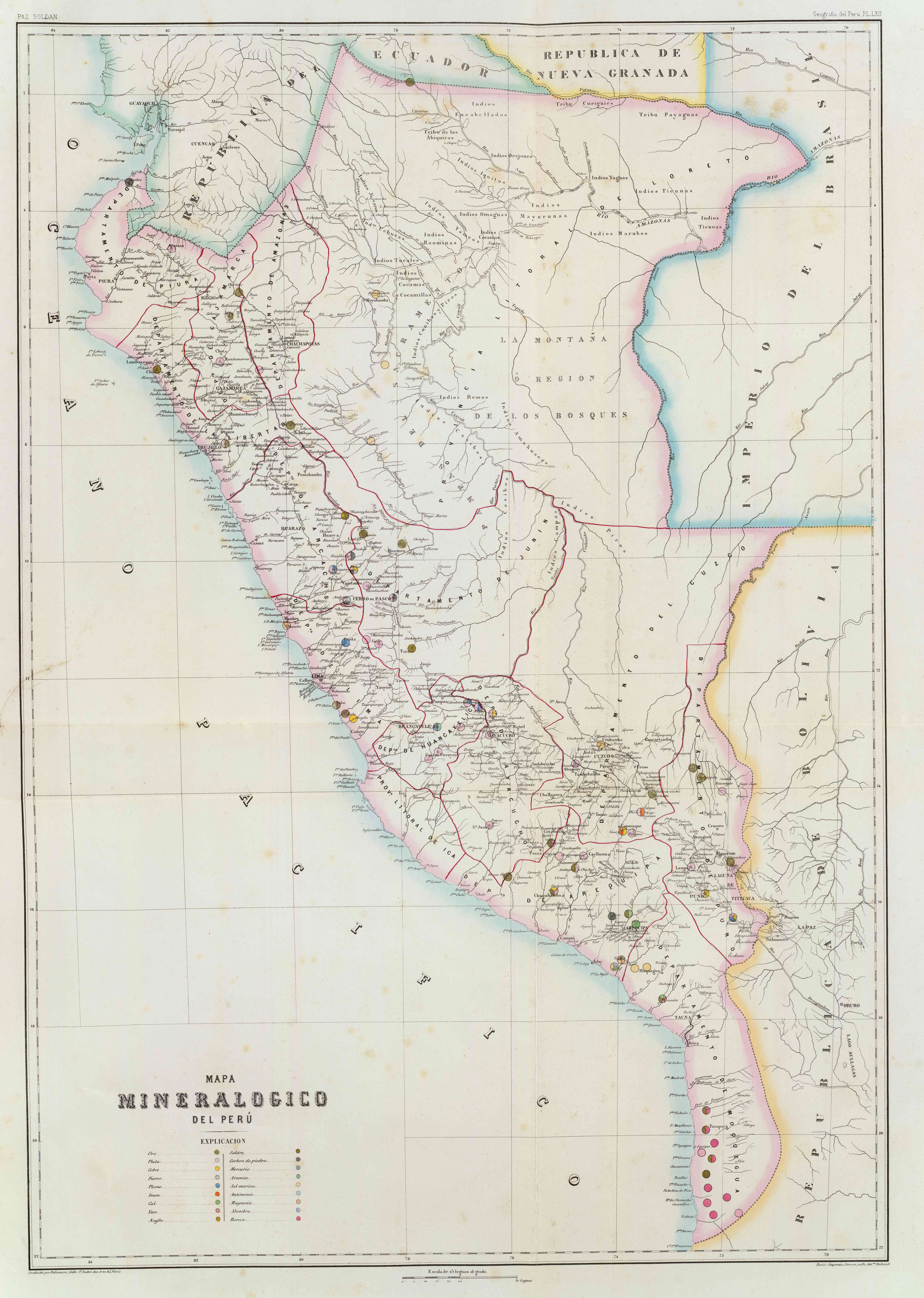
Mapa del Perú antes de la Guerra del Pacífico

Los ejércitos del Perú y Chile libraron batallas juntos en la guerra de Independencia en 1824, en las campañas restauradoras en 1839 y en la guerra contra España en 1866; guerras donde el gobierno del Perú condecoró a militares chilenos y pagó los servicios prestados por el ejército de Chile al Perú.
En 1879, Perú se ve obligado a entrar a la Guerra del Pacífico en contra de Chile debido a un pacto de alianza secreto suscrito con Bolivia. La guerra surge debido a un problema de impuestos entre Bolivia y Chile. El sur del Perú fue escenario de batallas y combates. La Guerra del Pacífico terminó en 1883 con el Tratado de Ancón, donde el Departamento de Tarapacá queda bajo dominio de Chile. 
El Departamento de Tacna es dividido según el Tratado de Ancón a la espera de un plebiscito que definiría la pertenencia de estas provincias. La zona del sur estaría bajo administración de Chile que comprendía la provincia de Arica y parte de la provincia de Tacna, que limitaban "por el norte con el río Sama, desde su nacimiento en las cordilleras limítrofes con Bolivia hasta su desembocadura en el mar; por el sur, con la quebrada y río de Camarones; por el oriente, con la República de Bolivia; y por el poniente con el mar Pacífico". La zona norte con sede en la ciudad de Locumba bajo la administración del Perú. 
Guillermo Mac Lean fue el alcalde de Tacna al momento de la Batalla del Alto de la Alianza el 26 de mayo de 1880. Posteriormente se establece como alcalde de Tacna en Locumba, ciudad que sería la capital del Departamento.

#### La ocupación y administración de territorios posguerra

Mapa explicando la controversia entre Chile y Perú (que duró entre 1883 y 1929) por los territorios de Tacna y Arica.

Dos años después de la firma del Tratado de Ancón, en 1885 Chile ocupó la provincia de Tarata. El gobierno peruano protestó por esta acción, pues estimaba que no estaba de acuerdo con lo estipulado en el Tratado de Ancón. Chile replicó que el área estaba al sur del curso del río Sama que era el límite norte de la zona bajo administración chilena de acuerdo a dicho tratado 
Un censo realizado en noviembre de 1885, indicó que la provincia de Arica tenía 9.245 personas y las provincias de Tacna, 20.286 personas.
En 1887 se designa a Ilabaya como sede prefectural de Tacna y Candarave sede prefectural de Tarata. El Departamento de Tacna contaba con un senador y dos diputados en el congreso. Por Tacna, fue prefecto Marcelino Varela Barrios y después fue parlamentario de esta provincia. Por Tarata, Ernesto M. Luque fue diputado de esta provincia antes de la devolución por parte de Chile.
El 8 de julio de 1890, las ciudades de Tacna y Arica realizaron el cortejo fúnebre más grande de esas ciudades al transportar por tren los restos de los peruanos caídos en la Batalla del Alto de la Alianza, junto a los caídos en la defensa de Arica. Los féretros fueron embarcados en el puerto rumbo a Lima.
Los jóvenes peruanos tarapaqueños piden al gobierno de Eduardo López de Romaña en 1891 les subvencione becas de estudios en colegios nacionales del departamento de Tarapacá. El Congreso del Perú aprueba este pedido el 7 de noviembre de 1891. Asignando una cantidad del Presupuesto General de la República para el pago de ocho becas en colegios nacionales del departamento de Tarapacá
Hasta 1910 existían en Tarapacá diversas organizaciones civiles peruanas, tales como clubes deportivos y sociales, filarmónicas, mutuales, logias, colegios, cuerpos de bomberos, además de sacerdotes, diarios, imprentas, empresas y otros comercios. Estas, a partir de 1911, fueron obligadas a huir a otras zonas, por la violencia de las Ligas Patrióticas chilenas y, en parte, alentados por los ofrecimientos de apoyo del gobierno de Augusto Leguía, se asentaron en Lima y en otras localidades del Perú.
El 13 de abril de 1894 se celebra la misa por la muerte del presidente peruano Remigio Morales Bermúdez que había nacido en Iquique. A la ceremonia asisten las asociaciones peruanas de Tacna y Arica así como oficiales de la marina chilena.
El mayo de 1897 se exhibe en Tacna la primera película y en Arica el 25 de mayo.
Próximas las elecciones peruanas en diciembre de 1898 ocurre entredichos entre el presidente Nicolás de Piérola y el candidato ariqueño Guillermo Billinghurst, por lo que el sábado 23 de diciembre de 1898 una manifestación de 2.000 ariqueños se reúnen al pie del morro y realizan el pedido de dirigir un supremo llamamiento a los pueblos de la República a efecto de que no sea alterada la unión de la familia peruana y de que el propósito de liberar a Arica y Tacna sea motivo de reconciliación y concordia entre los partidos si desavenencias hubiere
El 26 de octubre de 1901, la población peruana formó el primer club de fútbol de la ciudad llamado "The Arica Football Club" que fue presidido por E. Lizardo Belaúnde y competía con otros de la ciudad de Tacna.
En julio de 1903, la Sociedad Peruana de Beneficencia de Arica bajo la presidencia de Emilio Bravo, acuerda entregar a la Junta Patriótica de Lima los fondos recaudados por 12 años a favor del rescate de éstas provincias
En 1925, el árbitro Calvin Coolidge, Presidente de los Estados Unidos, resuelve que la Provincia de Tarata no estaba incluida en las disposiciones del Tratado de Ancón. Chile devuelve al Perú la provincia de Tarata el 1 de septiembre de 1925.
Aunque Arica se encontraba en los mapas del Perú hasta 1929, no contaba con representación en el Congreso del Perú. La administración chilena de Tacna y Arica termina en 1929 con la firma del Tratado de Lima, retornando el departamento de Tacna al Perú el 29 de agosto de 1929 y manteniendo Chile el dominio del departamento de Arica, obligándose a conceder ciertas concesiones a favor del Perú, como un muelle en la bahía de Arica y el ferrocarril Tacna-Arica.

## Batallas en Tacna, Arica y Tarapacá
En el Departamento de Tacna y el Departamento de Tarapacá ocurrieron los siguientes enfrentamientos
- Guerra de independencia

| Batalla            | Fecha                 | Contendientes                                                                                    |
| ------------------ | --------------------- | ------------------------------------------------------------------------------------------------ |
| Batalla de Camiara | 31 de octubre de 1823 | Juan Pallardelli (Patriotas) contra el Coronel García de Santiago (Realistas). Triunfo realista. |
| Batalla de Mirave  | 22 de marzo de 1821   | Guillermo Miller (Rebeldes) contra el Coronel Las Heras (Realistas). Triunfo patriota.           |
|                    |                       |                                                                                                  |

- Guerra con Bolivia

| Batalla             | Fecha                   | Contendientes                                                                             |
| ------------------- | ----------------------- | ----------------------------------------------------------------------------------------- |
| Batalla de Chipe    | 25 de diciembre de 1841 | José Rosa Ara (Guerrilleros peruanos) vs Ejército de Bolivia en Tacna. Triunfo peruano.   |
| Batalla de Sama     | 8 de enero de 1842      | Manuel Lavayen (Guerrilleros peruanos) vs Infantería boliviana en Tacna. Triunfo peruano. |
| Batalla de Tarapacá | 2 de enero de 1842      | Juan Buendía {Guerrilleros peruanos} vs Ejército de Bolivia. Triunfo peruano              |

- Guerra con Chile

| Batalla                        | Fecha                   | Contendientes |
| ------------------------------ | ----------------------- | --- |
| Combate de Iquique             | 21 de mayo de 1879      | El Huascar y la Independencia (Armada peruana) vs Esmeralda y Covadonga (Armada chilena). La Esmeralda es hundida y La Independencia encalla. |
| Batalla de Pisagua             | 2 de noviembre de 1879  | Tte. Col. Isaac Recabarren (Ejército aliado Perú Bolivia) vs Comandante Juan José Latorre (Ejército chileno). Triunfo chileno.                |
| Batalla de Germania            | 6 de noviembre de 1879  | Tte. Col. José Sepúlveda (Ejército aliado Perú Bolivia) vs Tte. Col. José Francisco Vergara (Ejército chileno). Triunfo chileno.              |
| Batalla de San Francisco       | 19 de noviembre de 1879 | Gral. Juan Buendía (Ejército aliado Perú Bolivia) vs Col. Emilio Sotomayor Baeza (Ejército chileno). Triunfo chileno.                         |
| Batalla de Tarapacá            | 27 de noviembre de 1879 | Gral. Juan Buendía (Ejército aliado Perú Bolivia) vs Luis Arteaga (Ejército chileno). Triunfo aliado.                                         |
| Combate de Locumba             | 1 de abril de 1880      | Col. Gregorio Albarracín (Guerrilleros peruanos) vs Col. Diego Dublé Almeida (Columna chilena). Triunfo peruano.                              |
| Combate de Buena Vista         | 18 de abril de 1880     | Gregorio Albarracin (Fuerzas peruanas) vs Comandante José Vergara (Fuerzas chilenas). Triunfo chileno.                                        |
| Batalla del Alto de la Alianza | 26 de mayo de 1880      | Contralmirante Montero (Ejército aliado Perú Bolivia) vs General Baquedano (Ejército chileno). Triunfo chileno.                               |
| Batalla de Arica               | 7 de junio de 1880      | Coronel Bolognesi (Fuerzas peruanas) vs General Baquedano (Fuerzas chilenas). Triunfo chileno.                                                |
| Batalla de Palca               | 16 de julio de 1880     | Pacheco Céspedes (Guerrilla peruana) vs Regimiento Lautaro (Fuerzas chilenas).                                                                |
| Combate de Tarata              | 21 de julio de 1880     | Leoncio Prado (Guerrilla peruana) vs Coronel Barbosa (Fuerzas chilenas).                                                                      |
| Batalla de Calientes           | 2 de septiembre de 1881 | Pacheco Céspedes (Guerrilla peruana) vs Fuerzas chilenas. Triunfo peruano.                                                                    |
| Combate de Pachía              | 3 de septiembre de 1881 | Pacheco Céspedes (Guerrilla peruana) vs Artillería y caballería chilena. Triunfo peruano.                                                     |
| Batalla de Pampa Blanca        | 15 de febrero de 1883   | Comandante Nicolás Ortiz (Fuerzas peruanas) vs Destacamaneto chileno.                                                                         |
| Combate de Coari               | 1 de agosto de 1883     | Pacheco Céspedes (Guerrilla peruana) vs Destacamento chileno. Triunfo peruano.                                                                |
| Batalla de Mirave              | 2 de agosto de 1883     | Pacheco Céspedes (Batallón peruano) vs Mayor Duberli de Oyarzun (Batallón chileno). Triunfo peruano.                                          |
| Combate de Pachia              | 11 de noviembre de 1883 | Guerrillas peruanas vs Mayor Subercaseaux (Fuerzas chilenas).                                                                                 |

- Guerras Civiles

## Tradiciones

### Virgen del Rosario de las Peñas
Cuenta que a una pastora se le hizo de noche en la zona de la quebrada de Livilcar y todo su ganado se estaba disperso, por lo que imploró ayuda. Una voz le dijo "No temas hija mía yo te acompañare y cuidare tu ganado". El evento habría ocurrido el domingo 2 de octubre de 1642. Al día siguiente avisó al párroco de Codpa, quien contó al vicario de Arica, quien informó al Obispo de Arequipa y autorizó su culto.
Hacia 1895 se iniciaron los saludos a la Virgen con bailes de la Compañía de Morenos N.º 1 de Tacna.
Pronto a celebrarse el plebiscito en Arica, hacia 1905, los capellanes militares de Chile prohibieron la celebración promoviendo la veneración de la Virgen del Carmen patrona del ejército chileno.

### Nuestra Señora del Carmen de la Tirana
En 1535, cuando Diego de Almagro en su recorrido por el Collasuyo llevaba en su comitiva al sacerdote Inca Huillac Humo, sacerdote del dios Inti y a su bella hija llamada Ñusta Huillac, ambos prisioneros. Junto a ellos cincuenta conquistadores y diez mil nativos.
Cuando la comitiva se encontraba cerca de Pica, muchos nativos de la comitiva huyeron hacia la Pampa del Tamarugal, entre ellos, Ñusta Huillac y su padre. Refugiados en estos bosques, Ñusta Huillac organizó una rebelión para restablecer la dominación Inca, llegando a ser temida por sus enemigos que la nombraron como la "Tirana del Tamarugal". Desde todo el Tahuantinsuyo llegaban súbditos a sumarse a su causa contra todos los cristianos.
Por esos lares llegó un joven portugués llamado Vasco de Almeida que había perdido su ruta hacia la mítica "Mina del Sol". Surgió el amor entre la ñusta y el portugués. Descubierta su relación, fueron condenados a muerte. Almeida, para conservar el amor eterno, convence a Ñusta Huillac a que se bautice y así continuar juntos tras la muerte, pero son asesinados por los nativos mientras se bautizaban. 
En 1545, fray Antonio Rondon, evangelizador de Tarapacá, encuentra una cruz cristiana, y evocando el bautizo de Ñusta Huillac, edificó una ermita que se convertiría en el templo de "Nuestra Señora del Carmen de La Tirana", por el escapulario carmelita de Vasco de Almeida.
Su origen como fiesta está relacionado con una festividad andina del culto a la Pachamama, ya que los primeros obreros salitreros eran de origen aimara con raíces campesinas que trabajaban en las minas de cobre y plata en Huantajaya, Santa Rosa y Collahuasi, y que llegaron a Tarapacá como obreros del salitre. Mantuvo sus características altiplánicas hasta el siglo XIX cuando la fiesta fue refinada con el auge salitrero. A inicios del siglo XIX los peruanos celebraban la fiesta el 28 de julio, mientras los bolivianos el día 6 de agosto. 

Las diversas cuadrillas de danzantes que se dirigieron a solemnizar las fiestas del Carmen de La Tirana, regresaron anteayer de Pozo Almonte, en un convoy de 19 carros. Los recién llegados dicen que la concurrencia que asistió a la fiesta lo pasó agradablemente, pues, aparte de las ceremonias religiosas que ofició el ilustrísimo señor Obispo, los devotos y los profanos han pasado verdaderos días de campo gozando a sus anchas...Los preparativos para las próximas festividades del 28 de julio, siguen la pampa en su punto. En la oficina Rosario de Huara se prepara un gran baile para el que ya se han repartido más de 100 invitaciones. Iguales manifestaciones se preparan también en otras oficinas de los alrededores de Huara. Parece, pues, que el próximo 28 de julio será celebrado ruidosamente por peruanos y chilenos, en amable consorcio, que indudablemente contribuirá a borrar las asperezas del pasado, honrando esta fecha común a todo Latinoamérica.
Pepe Hillo. diario El Nacional. viernes 24 de julio de 1903

A partir de 1910, como parte de la chilenización de Tarapacá, se incluye esta nueva festividad en el calendario chileno el día 16 de julio evocando a la Virgen del Carmen patrona del Ejército de Chile. Las cofradías peruanas fueron proscritas a partir de 1911.

### El Señor de Locumba
Un 14 de septiembre de 1776 aparecen en la hacienda "Los Pinos" de propiedad de José Araníbar, dos mulas con sendas cajas que contenían tallados en madera de Jesús crucificado y avisos que indicaban “Valle de Locumba” y “Para el pueblo de Sama”. Los pobladores de Locumba, al ver que la imagen para Sama era más grande, intentaron quedarse con esta última; pera no pudieron mover a la mula del Cristo más pequeño y no tuvieron más remedio que resguardar esta imagen. "Así lo quiso el Señor" decían.
El 13 de mayo de 1784 se construye un templo en el pueblo de Locumba, eligiéndolo como patrón al "Señor de Locumba".
Cada 14 de septiembre, Locumba recibe la visita de los peregrinos que vienen de Arica, Tacna, Moquegua, Lima.

## Ilustres peruanos nacidos antes de 1929

### En Tarapacá
En Iquique, San Lorenzo, Pica, Huara, Huantajaya y demás poblaciones del departamento:
- Isidoro Gamarra Ramírez Fundador de la Confederación General de Trabajadores del Perú.
- Ramón Castilla y Marquesado Presidente peruano
- Germán Suárez Vertiz Pintor peruano, retratista
- Alfonso Ugarte y Vernal Empresario salitrero peruano y militar. Héroe peruano
- Ramón Zavala Empresario salitrero peruano y militar. Héroe peruano
- Antonio Gutiérrez de la Fuente Presidente de la República en 1829, Vicepresidente peruano en 1830
- Remigio Morales Bermúdez Militar peruano. Presidente del Perú

### Descendientes de tarapaqueños
- Francisco Morales Bermúdez Presidente del Perú (nacido en Lima)
- Juan Ossio Acuña Antropólogo peruano (nacido en Lima, exministro de Cultura del Perú)
- Carlos Neuhaus Rizo-Patrón Abogado e historiador, exalcalde de San Isidro (nacido en Miraflores)
- Pedro Suárez Vértiz Músico peruano

### En Arica
- Hipólito Unanue Médico peruano, prócer de la independencia nacional
- Guillermo Billinghurst Angulo Presidente peruano, alcalde de Lima, empresario salitrero y escritor.
- Rómulo Cúneo Vidal Historiador peruano.
- Gerardo Vargas Hurtado Periodista peruano.
- Ramiro Pérez Reinoso Escritor peruano.

### En Tacna
- Juan Gonzalo Rose Poeta peruano
- Francisco de Paula Gonzales Vigil Congresista peruano
- José Joaquín Inclán Militar peruano
- Gregorio Albarracín Militar peruano
- Modesto Molina Político y poeta peruano, periodista y corresponsal de El Comercio de Lima en Iquique.
- Federico Barreto Poeta peruano
- Carlos Auza Arce Historiador peruano
- Jorge Basadre Historiador peruano
- Gustavo Pons Muzzo Historiador peruano

### Leyes
- Disponiendo que en las provincias de Tacna y Tarapacá, se forme un departamento litoral Archivado el 30 de julio de 2009 en Wayback Machine.
- Separando del departamento de Moquegua la provincia de Tarapacá con la denominación de provincia litoral Archivado el 30 de julio de 2009 en Wayback Machine.
- Elevando la Provincia de Moquegua al rango de Provincia Litoral y denominando al antiguo Departamento de Moquegua: "Departamento Tacna" Archivado el 11 de mayo de 2015 en Wayback Machine.
- Creando de nuevo la provincia de Arica Archivado el 30 de julio de 2009 en Wayback Machine.
- Dividiendo en dos la provincia de Tacna, las que se denominarán provincia del Cercado de Tacna y provincia de Tarata Archivado el 30 de julio de 2009 en Wayback Machine.
- Erigiendo en departamento la provincia de Tarapacá cuya capital será la ciudad de Iquique Archivado el 18 de septiembre de 2012 en Wayback Machine.

| Batalla              | Fecha                    | Contendientes |
| -------------------- | ------------------------ | --- |
| Batalla del Intiorko | 22 de septiembre de 1842 | Fuerzas constitucionales de Ramón Castilla vs Fuerzas del General La Fuente. Triunfo de Ramón Castilla              |
| Combate de Pachia    | 29 de agosto de 1843     | Fuerzas de Domingo Nieto y Ramón Castilla vs Fuerzas vivanquista de Juan Francisco Balta. Triunfo de Domingo Nieto. |

- Datos: Q9081432
- Multimedia: History of Peru / Q9081432